# Col·lecció Folch de minerals
La Col·lecció Folch de Minerals va ser fundada pel Dr. Joaquim Folch i Girona (1892-1984), fundador de la fàbrica de pintures Industrias Titán S.A. L'any 2021 la col·lecció va ser declarada Bé cultural d'interès nacional i l'any 2023 la Generalitat de Catalunya va arribar a un acord per a adquirir el conjunt de la col·lecció.
Fins aleshores, la col·lecció s'actualitzava i ampliava, a càrrec de la família Folch Girona, la qual ocupà el lloc de responsable i propietària de la col·lecció després de la mort de J. Folch. Aquesta col·lecció fou realitzada per J. Folch durant uns 80 anys de la seva vida. La col·lecció va aribar a tenir uns 15.000 exemplars de minerals documentats, fotografiats, catalogats i ordenats sistemàticament. J. Folch anà recol·lectant els minerals a partir de viatges, intercanvis, per vies comercials, etc. En el moment de l'adquisició per part de la Generalitat de Catalunya la col·lecció comptava amb 11.922 peces; aquesta disminució respete les 15.000 podria haver-se produït per la venda de part dels duplicats de la col·lecció abans que fos declarada Bé cultural d'interès nacional.
La col·lecció actualment es troba a la Fundació Can Costa. El 2012 s'intentà traslladar una part al Museu Etnològic de Barcelona, sense èxit, ja que el Museu Etnològic necessitava reformes. Els experts diuen que «és una de les millors col·leccions mineralògiques privades del món». L'interès de la col·lecció és divers: científic, estètic i plàstic. Les imatges fotogràfiques són visibles a internet.

## Importància científica
La col·lecció Folch de minerals va ser una de les col·leccions privades més importants a nivell europeu i mundial. La seva mida, la qualitat de les peces i el nombre d'espècimens clàssics impossibles d'aconseguir actualment han fet que sigui reconeguda a nivell mundial. Tot i que disposa d'exemplars d'arreu del món, la col·lecció és especialment rellevant pel que fa a la col·lecció mineral de la península Ibèrica; per la seva vinculació amb les mines de Bellmunt del Priorat, Joaquim Folch va poder recollir nombrosos espècimens de l'activitat minera de la zona. Així mateix, destaquen minerals com la mil·lerita fibrosa, les sulfosals de les mines de Hiendelaencina i els minerals d'urani de Sierra Albarrana, concretament un cristall de brannerita.

Els minerals de la col·lecció també han estat estudiats per investigadors, un fet que es veu reflectit en la publicació de referències en la literatura científica i de divulgació.

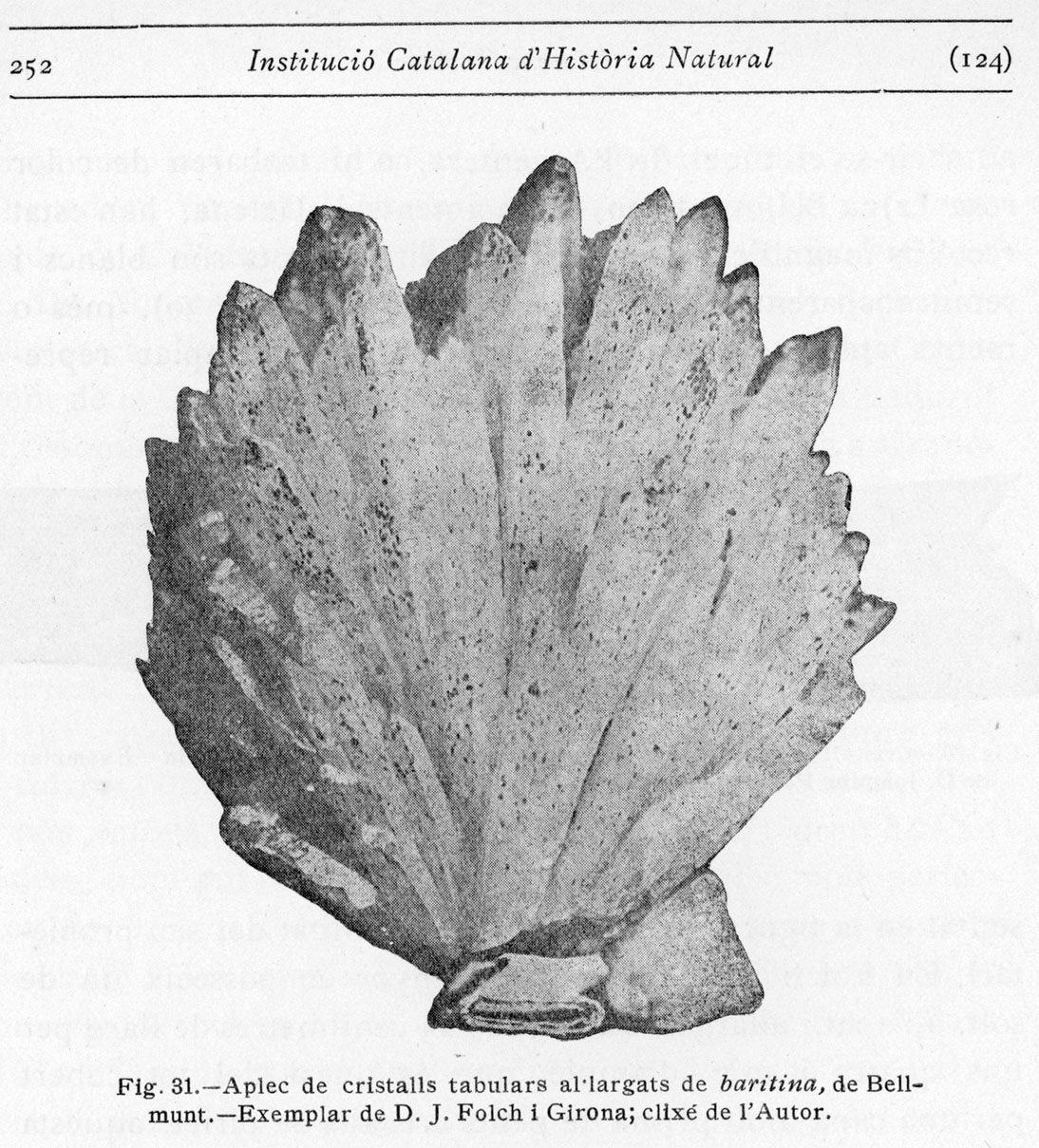
Baritina de la col·lecció Folch publicada a Els Minerals de Catalunya l'any 1920
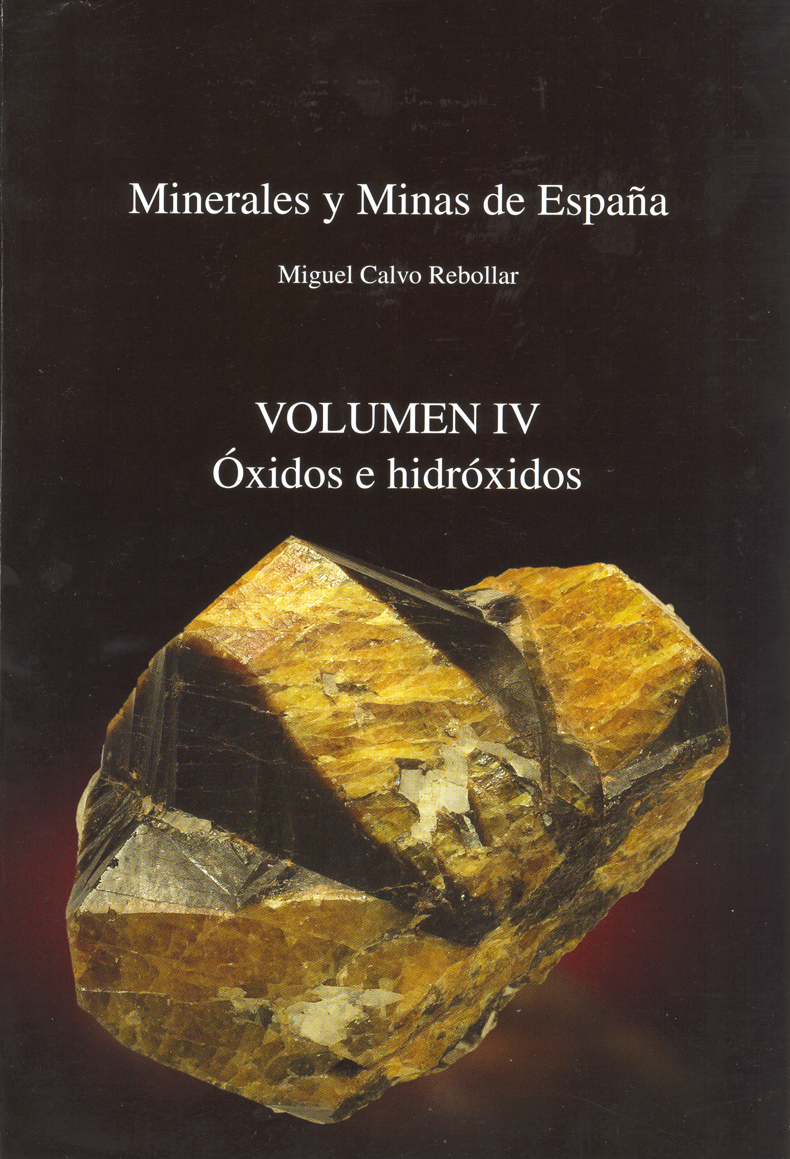
Cassiterita de la col·lecció Folch publicada com a subcoberta a Minerales y Minas de España, vol IV, l'any 2009.